# Renate Franz
Renate Franz (Solingen, 18 november 1954) is een Duitse schrijfster en auteur.